# Cassiano Carneiro
Cassiano Carneiro (Rio de Janeiro, 11 de maio de 1973) é um ator brasileiro. Ficou conhecido ao protagonizar a cinebiografia Quem Matou Pixote? (1996) e, mais tarde, por suas atuações em telenovelas. Carneiro é ganhador de diversos prêmios, incluindo um APCA e os prêmios de Melhor Ator pelo Festival de Gramado e Festival de Havana, além de ter recebido indicação para um Prêmio Guarani de Cinema.

## Carreira

### 1988—99: Primeiros trabalhos e projeção nacional
Cassiano teve seu primeiro contato com o mundo artístico fazendo figuração em projetos grandes na televisão, como Vale Tudo (1988). Após trabalhar como figurante, passou a receber convites e iniciou uma carreira de ator. Nos estágios iniciais de sua carreira, Cassiano participou de testes e teve pequenas aparições na televisão. Ele também fez parte da aclamada montagem de Capitães da Areia, dirigida por Roberto Bomtempo em 1992, ao lado de atores como Pedro Vasconcelos, Jonas Torres e André Gonçalves.
Em 1993, teve seu primeiro grande trabalho atuando na novela Renascer, da TV Globo, escrita por Benedito Ruy Barbosa, no papel de "Neno", um jovem que tenta sobreviver nas ruas por meio de pequenos furtos e é um dos melhores amigos de "Teca" (Paloma Duarte). Em seguida, ainda foi convidado para participações especiais em outras atrações da emissora, como um episódio da série Você Decide (1993) e Memorial de Maria Moura (1994). Foi dirigido por Cacá Diegues no filme Veja Esta Canção, em 1994, que marcou sua estreia nos cinemas, onde viria a se consagrar como um dos rostos mais emblemáticos da retomada do cinema brasileiro.
Em 1995, começou a gravar a cinebiografia Quem Matou Pixote?, sob a direção de José Joffily, onde interpretou um dos principais personagens de sua carreira. No filme, Cassiano deu vida ao ator Fernando Ramos da Silva, que ficou conhecido por protagonizar o filme Pixote, a Lei do Mais Fraco, em 1981, e teve uma breve carreira marcada por um fim trágico. Em seu primeiro trabalho como protagonista, Carneiro recebeu a aclamação da crítica e teve seu trabalho projetado para o cenário internacional. Durante a passagem do filme por festivais e temporadas de premiações, o ator foi consagrado como melhor ator no Festival de Havana, em Cuba, e no Festival de Gramado, além de receber o grande prêmio da crítica no Prêmio APCA e receber uma nomeação ao prestigiado Prêmio Guarani de Melhor Ator.
Ainda em 1995, protagonizou a peça Aonde Está Você Agora?, que lhe rendeu indicação ao Prêmio Coca-Cola de Melhor Ator, ao lado de André Gonçalves, que abordava a relação entre dois amigos, e esteve no elenco da segunda fase da série Engraçadinha, Seus Amores e Seus Pecados, da TV Globo, no papel de "Bob". Em 1997, atua como "JC" no episóido "Filho da Madonna" da série policial A Justiceira e transfere-se para a TV Manchete, atuando na telenovela Mandacaru, escrita por Carlos Alberto Ratton, no papel de "Lustosinha", um jovem morador do sertão. Em 1999, destacou-se em Suave Veneno, novela de Aguinaldo Silva, onde interpretou "Josué", um dos funcionários do bar do personagem "Gato" (Nuno Leal Maia).

### 2000—presente: Prosseguimento da carreira e trabalhos recentes
Em 2000, passou por dificuldades e estava praticamente desempregado, sem trabalhos. Ao lado de Ricardo Macchi e Lui Mendes, que também estavam na mesma situação, montou a peça Deu Broadway na Cabeça, que contava as dificuldades da vida do ator. Eles convidaram Cininha de Paula para dirigir a peça. Em 2001, estrelou o episódio "A Quenga e o Delegado" da série Brava Gente e fez uma participação especial na comédia A Partilha. No ano seguinte, tem dois personagens importantes na televisão, "Hélio Roque" na novela Desejos de Mulher, o qual vive no mar com o amigo "Diogo" (Herson Capri), e o caipira medroso "Zé Carijó" em Sítio do Picapau Amarelo, onde permaneceu no elenco regular até 2006. No ano de 2002, foi convidado para atuar no filme As Três Marias, como "José Tranquilo". Cassiano ainda realizou algumas participações especiais em alguns seriados, como A Diarista (2004), até mudar-se para Portugal, em 2006.
Em Lisboa, Cassiano estrelou filmes, destacando-se em produções como o premiado Nuit de Chien, dirigido por Werner Schroeter em 2008. Além disso, ele atuou em séries de TV, fundou o Teatro do Bairro e aprofundou-se nas artes cênicas. De volta ao Brasil, em 2013, teve sua primeira experiência como diretor de teatro com o espetáculo A Paixão do Jovem Werther. André Gonçalves lidera a produção e interpreta o papel principal da peça, explorando a trágica relação entre o protagonista e a jovem "Charlotte", interpretada por Gabriela Durlo. Neste ano ainda, volta à televisão para uma participação especial no episódio "O Voo da Borboleta Monarca" na série cômica Pé na Cova e é escalado para o elenco da série policial A Teia (2014), interpretando "Clayton", um integrante de um grupo criminoso. Em 2015, retorna às telenovelas em Além do Tempo, interpretando o misterioso "Walmir", fiel escudeiro do "Conde Felipe" (Rafael Cardoso).
Em 2017, volta para Portugal e integra o elenco de algumas produções na televisão portuguesa. Esteve no elenco principal da novela Ouro Verde (2017), como "Edson Fagundes". Em 2018, intepreta "Eugénio Maria Bastos" em Valor da Vida. Esteve em destaque nas duas temporadas da novela Prisioneira (2019), como o vilão "Murilo Braga".

## Vida pessoal
Em 2006, Cassiano deixou o Brasil para morar em Portugal para acompanhar sua companheira, a atriz portuguesa Julie Sergeant, com quem tem uma filha, Maria Rita. O casal oficializou a união em 2008 no país português. Depois de uma temporada de trabalhos na Europa, ele e sua então esposa voltaram ao Brasil em 2013. Após 16 anos de união, o casal se separou em 2020.

## Filmografia

### Televisão
| Ano     | Título                                        | Personagem           | Nota(s)                                                |
| ------- | --------------------------------------------- | -------------------- | ------------------------------------------------------ |
| 1993    | Renascer                                      | Neno                 |                                                        |
| 1993    | Você Decide                                   | —                    | Episódio: "A Sangue Frio"                              |
| 1993    | Des héros ordinaires                          | Pirata               | Episódio: "Rendez-moi mon efant"                       |
| 1994    | Memorial de Maria Moura                       | Novato               |                                                        |
| 1995    | Engraçadinha: Seus Amores e Seus Pecados      | Bob                  |                                                        |
| 1996    | Você Decide                                   | —                    | Episódio: "A Invasão dos Bárbaros"                     |
| 1997    | A Justiceira                                  | LC                   | Episódio: "Filho da Madonna"                           |
| 1997    | Mandacaru                                     | Lustozinha           |                                                        |
| 1999    | Suave Veneno                                  | Josué                |                                                        |
| 2000    | Kinderraub in Rio: Eine Mutter schlägt zurück | Homem                | Telefilme                                              |
| 2001    | Brava Gente                                   | Quenguero            | Episódio: "A Quenga e o Delegado"                      |
| 2002    | Desejos de Mulher                             | Hélio Roque          |                                                        |
| 2002–06 | Sítio do Picapau Amarelo                      | Zé Carijó            |                                                        |
| 2004    | A Diarista                                    | —                    | Episódio: "Aquele do Projac"                           |
| 2007    | Sítio do Picapau Amarelo                      | Pequeno Polegar      |                                                        |
| 2010    | República                                     | Renato               | Episódio: "Levantai Hoje de Novo" Episódio: "Às Armas" |
| 2013    | Pé na Cova                                    | Haroldo (Haroldinho) | Episódio: "O Voo da Borboleta Monarca"                 |
| 2014    | A Teia                                        | Clayton              |                                                        |
| 2015    | Além do Tempo                                 | Walmir Prechetis     |                                                        |
| 2015    | Além do Tempo                                 | Walmir Chagas        |                                                        |
| 2015    | Santo Forte                                   | Barracuda            |                                                        |
| 2016    | Os Nossos Dias                                | Sabino               |                                                        |
| 2017–18 | País Irmão                                    | Metamorfose          |                                                        |
| 2017    | Ouro Verde                                    | Edson                |                                                        |
| 2018    | Valor da Vida                                 | Eugénio Maria Bastos |                                                        |
| 2019–20 | Prisioneira                                   | Murilo Braga         |                                                        |

### Cinema
| Ano  | Título                           | Personagem                       | Nota(s)                  |
| ---- | -------------------------------- | -------------------------------- | ------------------------ |
| 1994 | Veja Esta Canção                 | —                                | Segmento: "Você É Linda" |
| 1996 | Quem Matou Pixote?               | Fernando Ramos da Silva (Pixote) |                          |
| 2000 | Estado de Alerta                 | —                                | Curta-metragem           |
| 2001 | A Partilha                       | —                                |                          |
| 2001 | Baseado em Fatos Reais           | Cuia                             | Curta-metragem           |
| 2002 | As Três Marias                   | José Tranquilo Santos Guerra     |                          |
| 2008 | Nuit de Chien                    | Brasileiro                       |                          |
| 2010 | América: Uma História Portuguesa | Matias                           |                          |
| 2014 | Não Pare na Pista                | Agente de Cantor                 |                          |
| 2017 | Duas de Mim                      | Tarado                           |                          |
| 2017 | Peregrinação                     | Intérprete                       |                          |
| 2017 | Dona Flor e Seus Dois Maridos    | Mirandão                         |                          |
| 2017 | Estado de Alerta                 | Frescobol                        | Curta-metragem           |
| 2018 | O Grande Circo Místico           | Dono do Brechó                   |                          |
| 2018 | Mar                              | Kostas                           |                          |

## Teatro
| Ano  | Título                    | Personagem | Notas        |
| ---- | ------------------------- | ---------- | ------------ |
| 1992 | Capitães da Areia         | —          |              |
| 1993 | Banana Split              | —          |              |
| 1994 | A Quarta Companhia        | —          |              |
| 1994 | Zero de Conduta           | Sargento   |              |
| 1995 | Aonde Está Você Agora?    | Pedro      |              |
| 2000 | Deu Broadway na Cabeça    | —          |              |
| 2013 | A Paixão do Jovem Werther | —          | como diretor |

## Prêmios e indicações
| Ano  | Associações                                | Categoria             | Nomeações              | Resultado | Ref.   |
| ---- | ------------------------------------------ | --------------------- | ---------------------- | --------- | ------ |
| 1995 | Prêmio Coca-Cola de Teatro Infantil        | Melhor Ator           | Aonde Está Você Agora? | Indicado  | [ 19 ] |
| 1996 | Festival de Cinema de Gramado              | Kikito de Melhor Ator | Quem Matou Pixote?     | Venceu    | [ 20 ] |
| 1996 | Festival Internacional de Cinema de Havana | Melhor Ator           | Quem Matou Pixote?     | Venceu    | [ 21 ] |
| 1997 | Prêmio APCA de Cinema                      | Melhor Ator — Cinema  | Quem Matou Pixote?     | Venceu    | [ 22 ] |
| 1997 | Prêmio Guarani de Cinema Brasileiro        | Melhor Ator           | Quem Matou Pixote?     | Indicado  | [ 23 ] |